# 罗奥特·萨格捷耶夫
罗奥特·萨格捷耶夫（1932年12月26日—）是一位俄裔美国等离子体物理学家，曾任前苏联空间研究所所长和米哈伊尔·戈尔巴乔夫的科学顾问，现为馬里蘭大學學院市分校教授。